# Tipula (Pterelachisus) macarta
Tipula (Pterelachisus) macarta is een tweevleugelige uit de familie langpootmuggen (Tipulidae). De soort komt voor in het Palearctisch gebied.